# Szczekanie
Szczekanie – dźwięk wydawany najczęściej przez psy i inne psowate, m.in. wilki, kojoty i lisy.

## Definicja
Nie istnieje precyzyjna, spójna i funkcjonalna definicja akustyczna szczekania, jednak naukowcy klasyfikują szczekanie według kilku kryteriów. Naukowcy z University of Massachusetts Amherst i Hampshire College zdefiniowali szczekanie jako krótką, nagłą wokalizację, która jest stosunkowo głośna i wysoka, zmienia częstotliwość i często się powtarza.

## Szczekanie u psów
Szczekanie psa różni się od szczekania wilka. Szczekanie stanowi tylko 2,4% wszystkich wokalizacji wilków i stanowi sygnał ostrzegawczy lub pojawi się, kiedy wilk się broni lub protestuje przed czymś. Z kolei psy szczekają w wielu sytuacjach społecznych, a ich komunikacja akustyczna jest opisywana jako hipertroficzna. Podczas gdy szczekanie wilka jest raczej krótkie i odosobnione, to szczekanie psa jest często powtarzalne.
Badaczka Sophia Yin w swojej pracy opartej na badaniu 4672 nagrań szczekania zidentyfikowała co najmniej trzy różne – różniące się częstotliwościami – rodzaje tego dźwięku u psów, wynikające z różnych przyczyn: ostrzeżenie o niebezpieczeństwie (390–1156 Hz); komunikacja między sobą (476–1502 Hz); szczekanie wywołane izolacją (częstotliwości zmienne, szczekanie jest zwykle gwałtowne). W badaniach innych autorów wyróżnia się nawet dwanaście różnych typów szczekania.
Jedna z hipotez wyjaśniających, dlaczego psy szczekają częściej niż wilki, zakłada, że psy rozwinęły komunikację głosową w wyniku udomowienia. Udomowienie może zmienić gatunek i wpłynąć na jego cechy fizyczne i fizjologiczne. Udomowione rasy wykazują ogromne różnice fizyczne w stosunku do swoich dzikich odpowiedników, co wskazuje na neotenię, czyli zachowanie cech młodzieńczych u osobników dorosłych. Zachowanie dorosłych psów wykazuje również cechy szczenięce: psy zachowują się ulegle, często skomlą i szczekają.
Częstsze szczekanie psów w porównaniu z wilkami może być również wynikiem odmiennego środowiska społecznego psów. Ludzie mogą być jednymi z głównych kontaktów społecznych psa od jego szczenięctwa oraz środowiskiem, które prezentuje inne bodźce niż te, które wilki znalazłyby na wolności. Intruzi mogą często przebywać na granicach terytorium psa w niewoli, wyzwalając w ten sposób reakcję szczekania jako ostrzeżenie. Psy żyją również w gęsto zaludnionych obszarach miejskich, co zapewnia więcej możliwości socjalizacji. Na przykład psy trzymane w kojcach mogą mieć skłonność do wzmożonego szczekania z powodu chęci ułatwienia zachowań społecznych. Bliska relacja psów z ludźmi sprawia również, że psy są od nich zależne, nawet w zakresie podstawowych potrzeb. Szczekanie może być wykorzystywane jako sposób na zwrócenie uwagi, a każda pozytywna reakcja wykazywana przez właścicieli wzmacnia to zachowanie. Na przykład jeśli pies szczeka, aby dostać jedzenie, a opiekun go nakarmi, to pies w ten sposób jest warunkowany do kontynuowania takiego zachowania.

### Aspekty prawne
Z prawnego punktu widzenia szczekanie psa może być uznane za „zanieczyszczenie hałasem”.
Na przykład w Niemczech, zgodnie ze stosowanym tam w oparciu o Bürgerliches Gesetzbuch (BGB – niemiecki kodeks cywilny) orzecznictwem szczekanie psa sąsiada można uznać za rodzaj uciążliwości, co może skutkować roszczeniem o zabezpieczenie powództwa. Warunkiem koniecznym jest, aby szczekanie psa przekraczało poziom, który jest tolerowany w danym miejscu. Właściciel psa musi zadbać o to, aby jego pies nie szczekał w czasie ciszy nocnej. Pomimo to, w zależności od sytuacji (powitanie ludzi, przybycie nieznajomych itp.), sąsiedzi muszą tolerować krótkie szczekanie, nawet w godzinach ciszy nocnej. Jednakże szczekanie trwające dłużej niż pół godziny dziennie lub trwające dłużej niż dziesięć minut w czasie odpoczynku zawsze stanowi uciążliwy hałas. Właściciel psa narażony jest na karę grzywny na podstawie Gesetz über Ordnungswidrigkeiten (OWiG – niemiecka ustawa o wykroczeniach administracyjnych).
Prawo obowiązujące w Polsce również przewiduje ograniczenia związane z uciążliwościami, mogącymi być skutkiem nadmiernego hałasu. W polskim kodeksie cywilnym jest np. zakaz immisji (wykonywania działań negatywnie wpływający na sąsiadów i ich nieruchomość) opisany w Art. 144, a w kodeksie wykroczeń przewidziane są – w Art. 51 § 1 – przypadki m.in. „zakłócania spokoju” lub „spoczynku nocnego” (choć nie ma w polskim prawie definicji „ciszy nocnej”).